# PNOZ
安全リレーは、一般に安全機能を実装するデバイス。

## 歴史
制御技術の初期の頃には、リレーと接触器がプラントと機械の制御に使用されていた。危険な状況が発生した場合、アクチュエータは単純にエネルギー供給から隔離された。このタイプの保護システムは、誤動作が発生した場合に操作でき、保護機能が無効に。3コンタクタの組み合わせなどの特別なリレー回路は、これをどのように回避できるかについて熟考した最初の設計。これらのデバイスの組み合わせにより、ドイツの自動化メーカーであるピルツの最初の安全リレー、PNOZが開発された 。PNOZ は、Pilz GmbH & Co. KG社の登録商標で安全リレーの製品名。1987年にPilz社が初めて緊急停止リレーを開発した。

## 説明
危険が発生した場合、安全機能のタスク（例： 非常停止、安全扉、または停止監視）は、適切な手段を使用して、既存のリスクを許容レベルまで低減することです。これらの多くの安全機能には以下がある
- 非常停止ボタン
- 安全扉
- 光ビーム装置
- 感圧マット
- 両手操作
- 時間遅延

そのため、安全リレーは特定の機能を監視します。他の安全リレーに接続すると、プラントまたは機械の完全な監視が保証される。 EN 60947-5-1、EN 60204-1、およびVDE 0113-1の要件を満たしている。

## 設計と機能
設計技術は、安全リレーの主な違い。
- 古典的な接点ベースのリレー技術「強制ガイド接点リレー」
- 電子評価および無接点出力
- 半導体出力を備えた完全電子デバイス

安全リレーは、正しく配線されていれば、デバイスの障害やセンサーやアクチュエーターによる外部障害が安全機能の損失につながらないように、常に設計する必要がある。
通常のリレーは、ワイヤコイルと金属接点の機械的な動きを使用して、負荷のオンとオフを切り替えます。動作サイクルを繰り返した後、金属接点が溶着する場合があります。これが発生した場合、オペレータが緊急停止押しボタンを押すと、マシンは稼働し続ける。これはオペレーターにとって危険です。このため、多くのヨーロッパ、アメリカ、国内および国際的な規範と安全基準は、危険な機械での単純なリレーまたは接触器の使用を禁止している。
第一世代の安全リレーの典型的な設計は、従来の3コンタクタの組み合わせに基づいています。冗長設計により、配線エラーによって安全機能が失われることはありません。ポジティブガイド接点を備えた2つのリレー （K1、K2）は、安全な切り替え接点を提供。2つの入力回路CH1およびCH2は、それぞれ2つの内部リレーの1つをアクティブにします。回路は開始リレーK3を介して作動。接続ポイントY1とY2の間に別の監視回路があり（フィードバックループ）接続は アクチュエータの位置を確認および監視するために使用されアクチュエータは、安全接点を介して作動または停止。この装置は、入力回路の障害が検出されるように設計されたとえば緊急オフ/ 緊急停止押しボタンまたは出力リレーの安全接点のいずれかでの接触溶接で 安全装置は、装置のスイッチを再びオンにし、それによりリレー K1およびK2の作動を停止する。